# Víctor Campuzano
Pour les articles homonymes, voir Campuzano.
Víctor Campuzano Bonilla, né le 31 mai 1997 à Barcelone, est un footballeur espagnol évoluant au poste d'attaquant au RCD Espanyol.

## Biographie

### Formation et débuts
Víctor Campuzano Bonilla voit le jour le 31 mai 1997 à Barcelone, capitale de la Catalogne. Il est fils de Felipe Campuzano, ancien footballeur du centre de formation du FC Barcelone. Il entame sa formation footballistique à Cubelles en 2005 et rejoint trois plus tard Gavà. En 2011, Campuzano est repéré par le RCD Espanyol et intègre le centre de formation du club catalan. 
Après cinq années passées à l'Espanyol, Campuzano signe son premier contrat professionnel au Real Madrid Castilla, équipe réserve des Merengues, malgré un intérêt du Barça. Il fait ses débuts le 8 octobre 2016 durant une défaite contre Toledo en Segunda División B. Campuzano inscrit son premier but le 11 décembre 2016 face au CD Mensajero. Le jeune catalan finit la saison 2016-17 avec six buts en 25 matchs. 
Campuzano perd en temps de jeu lors de la saison suivante et n'est titularisé qu'à quatre reprises en 22 rencontres de championnat. Finissant avec deux buts à son compteur, l'attaquant revient finalement chez son club formateur de l'Espanyol à l'été 2018.
Dans un premier temps, Campuzano évolue avec l'équipe B. Le Catalan s'impose rapidement au sein de l'attaque, marquant dès ses débuts en août 2018. Il effectue un exercice convaincant, totalisant quinze buts en 32 matchs. Au mois de janvier 2019, Campuzano est appelé en équipe A où il est remplaçant à deux reprises en championnat.

### RCD Espanyol
Campuzano intègre l'effectif professionnel des Pericos au début de la saison 2019-2020. David Gallego le titularise pour ses débuts professionnels le 15 août 2019 en Ligue Europa. Il répond à la confiance de son entraîneur en inscrivant un doublé contre le FC Lucerne pour un succès 3-0. Trois jours plus tard, il connaît ses premières minutes en Liga en remplaçant Wu Lei face au Séville FC (défaite 0-2). L'Espanyol s'enfonce rapidement dans le bas du tableau en championnat et ne parvient pas à s'en extirper, finissant relégué à l'issue de la saison, une première pour le club depuis 1993. Campuzano dispute 20 matchs de Liga sans trouver le chemin des filets.
Campuzano reste à l'Espanyol malgré la descente et prend le numéro 20 au début de la saison 2020-2021.

### En équipe nationale
Campuzano reçoit une convocation avec l'équipe d'Espagne des moins de 19 ans en septembre 2015. Le 8 septembre, il est titulaire contre le Portugal en amical.

## Statistiques
| Saison                | Club                  | Championnat           | Championnat | Championnat | Championnat | Coupe(s) nationale(s) | Coupe(s) nationale(s) | Coupe(s) nationale(s) | Compétition(s) continentale(s) | Compétition(s) continentale(s) | Compétition(s) continentale(s) | Compétition(s) continentale(s) | Total | Total | Total |
| Saison                | Club                  | Division              | M.          | B.          | P.d.        | M.                    | B.                    | P.d.                  | Comp.                          | M.                             | B.                             | P.d.                           | M.    | B.    | P.d.  |
| 2016-2017             | Real Madrid B         | Segunda División B    | 25          | 6           | 3           | -                     | -                     | -                     | -                              | -                              | -                              | -                              | 25    | 6     | 3     |
| 2017-2018             | Real Madrid B         | Segunda División B    | 22          | 2           | 0           | -                     | -                     | -                     | -                              | -                              | -                              | -                              | 22    | 2     | 0     |
| Sous-total            | Sous-total            | Sous-total            | 47          | 8           | 3           | -                     | -                     | -                     | -                              | -                              | -                              | -                              | 47    | 8     | 3     |
| 2018-2019             | RCD Espanyol B        | Segunda División B    | 32          | 15          | 0           | -                     | -                     | -                     | -                              | -                              | -                              | -                              | 32    | 15    | 0     |
| 2019-2020             | RCD Espanyol B        | Segunda División B    | 1           | 1           | 0           | -                     | -                     | -                     | -                              | -                              | -                              | -                              | 1     | 1     | 0     |
| Sous-total            | Sous-total            | Sous-total            | 33          | 16          | 0           | -                     | -                     | -                     | -                              | -                              | -                              | -                              | 33    | 16    | 0     |
| 2019-2020             | RCD Espanyol          | Liga                  | 20          | 0           | 0           | 1                     | 0                     | 0                     | C3                             | 8                              | 5                              | 0                              | 29    | 5     | 0     |
| 2020-2021             | RCD Espanyol          | SD                    | 1           | 0           | 0           | 0                     | 0                     | 0                     | -                              | -                              | -                              | -                              | 1     | 0     | 0     |
| Sous-total            | Sous-total            | Sous-total            | 21          | 0           | 0           | 1                     | 0                     | 0                     | -                              | 8                              | 5                              | 0                              | 30    | 5     | 0     |
| Total sur la carrière | Total sur la carrière | Total sur la carrière | 101         | 24          | 3           | 1                     | 0                     | 0                     | -                              | 8                              | 5                              | 0                              | 110   | 29    | 3     |